# Libčany
Libčany (en allemand : Liebtschan) est une commune du district de Hradec Králové, dans la région de Hradec Králové, en République tchèque. Sa population s'élevait à 892 habitants en 2022.

## Géographie
Libčany se trouve à 10 km à l'ouest-sud-ouest du centre de Hradec Králové et à 91 km à l'est-nord-est de Prague.
La commune est limitée par Radostov et Radíkovice au nord, par Těchlovice et Hvozdnice à l'est, par Lhota pod Libčany au sud, et par Roudnice à l'ouest.

## Histoire
La première mention écrite de la localité date de 1406.

## Administration
La commune se compose de deux sections :
- Libčany
- Želí

## Transports
Par la route, Libčany se trouve à 12 km de Hradec Králové et à 106 km de Prague. 